# 呉曜宇
吳曜宇（ご ようう、Yao-Yu Wu、1989年2月？日 - ）は、台湾の指揮者。台北生まれ、台湾国立台北芸術大学指揮科卒業。2013年に第53回ブザンソン国際音楽コンクールの指揮部門で優勝した。